# Costa Rica nos Jogos Olímpicos de Verão de 1972
A Costa Rica participou dos Jogos Olímpicos de Verão de 1972, realizados em Munique, na Alemanha. Nesta competição o país não conquistou nenhuma medalha.